# Ю Тель-Авів
Ю Тель-Авів (івр. Yoo מגדלי) — комплекс двох елітних житлових хмарочосів в Тель-Авіві, Ізраїль. Будівництво було завершено в 2007 році. Башти носять назви Ю Тель-Авів 1 та Ю Тель-Авів 2. Висота першої башти становить 128 метрів, 39 поверхів і вона є 12 за висотою будівлею в Ізраїлі; висота 2 башти становить 142 метри, 41 поверх і вона є 9 за висотою хмарочосом в країні.
Ю Тель-Авів було розроблено Пилипом Старком у співпраці з Moore Yaski Sivan Architects. Загальна вартість проекту оцінюється в US $145 мільйонів. В двох будинках розташовано понад 300 апартаментів, також в них знаходяться спа-салон, оздоровчий клуб і приватний кінотеатр.

## Галерея

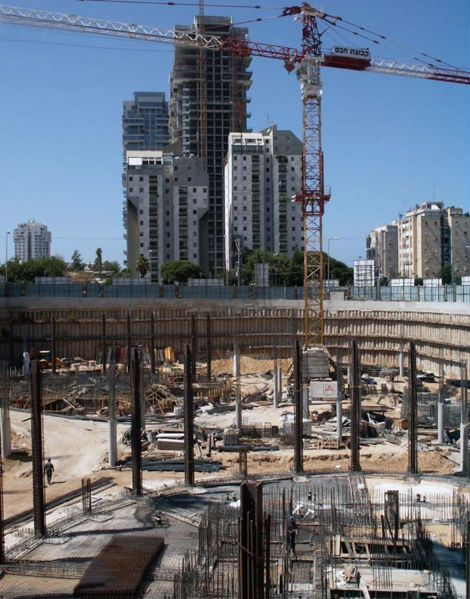
Ю Тель-Авів на початковій стадії будівництва
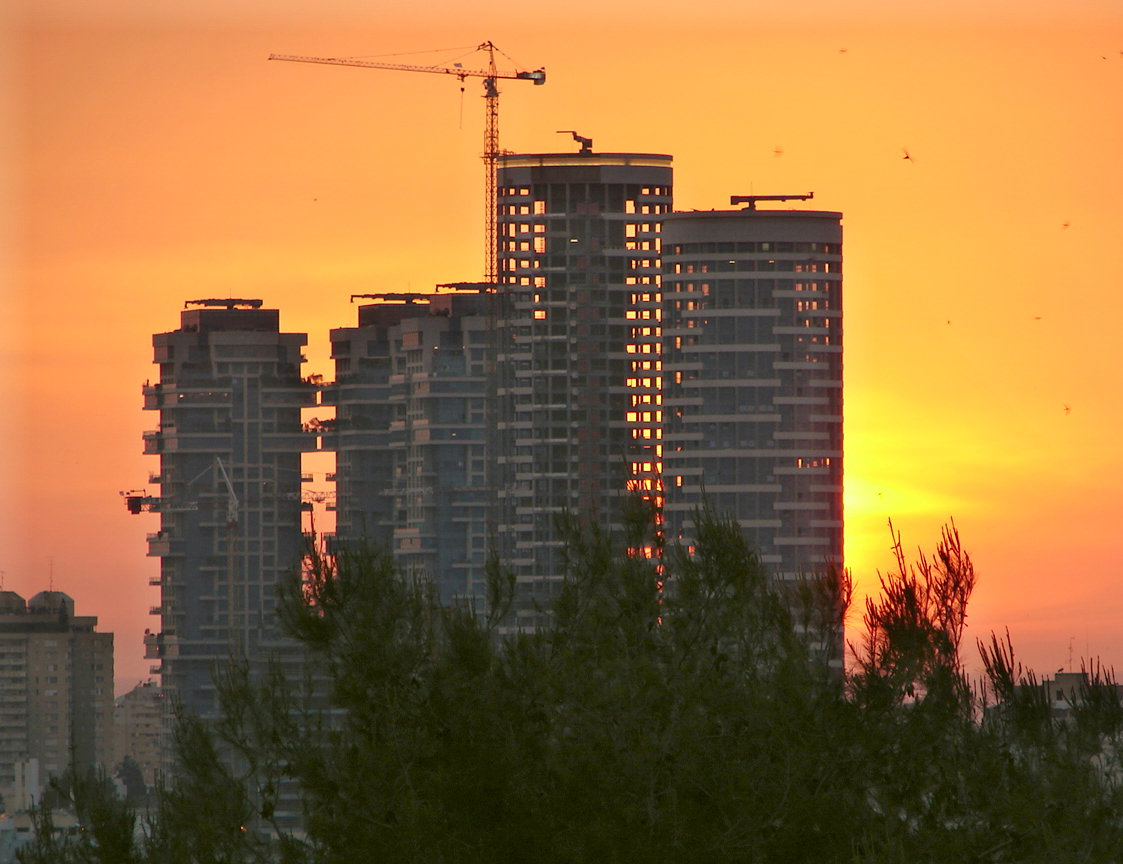
Будівництво башт
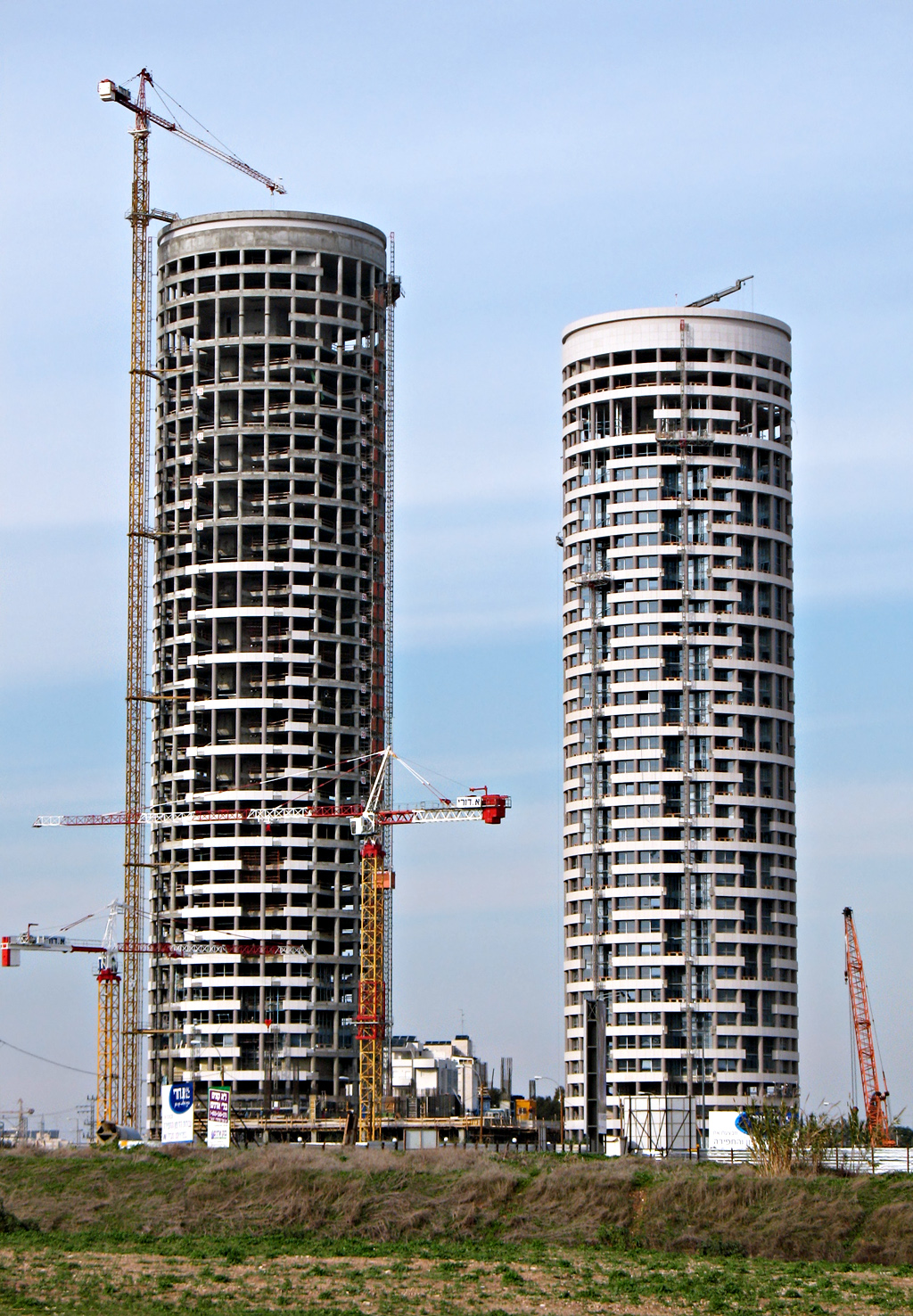
Ю Тель-Авів в грудні 2006